# Stappitz
Stappitz je naselje v Občini Mallnitz v Okraju Špital ob Dravi  na Koroškem v Avstriji.